# Cleveland Monsters
I Cleveland Monsters sono una squadra di hockey su ghiaccio dell'American Hockey League con sede nella città di Cleveland, nello stato dell'Ohio. Nati nel 2007, disputano i loro incontri casalinghi presso la Quicken Loans Arena e sono affiliati ai Columbus Blue Jackets, franchigia della National Hockey League. Fino al 2016 si sono chiamati Lake Erie Monsters.

## Storia
I Lake Erie Monsters nacquero dopo il trasferimento della franchigia inattiva degli Utah Grizzlies, acquisita nel 2006 dall'imprenditore Dan Gilbert, già proprietario della squadra NBA dei Cleveland Cavaliers e della Quicken Loans Arena. La squadra si spostò a Cleveland per sostituire i Cleveland Barons, divenuti al termine della stagione 2005-06 Worcester Sharks. Nel dicembre del 2006 i Colorado Avalanche strinsero un accordo quinquennale per diventare partner della nuova franchigia.
Nel gennaio del 2007 fu presentato il nome dei Lake Erie Monsters con un chiaro riferimento al lago Erie, sulle cui sponde sorge la città di Cleveland, a Bessie, creatura del folklore locale equivalente al mostro di Loch Ness. I Lake Erie furono inseriti all'interno della North Division dell'American Hockey League ed esordirono ufficialmente in casa contro i Grand Rapids Griffins il 6 ottobre 2007.
L'11 novembre 2010 fu prolungato ulteriormente l'accordo con la franchigia affiliata in NHL degli Avalanche. Al termine della stagione 2010-11 i Monsters parteciparono per la prima volta nella loro storia ai playoff della Calder Cup, tuttavia dopo essersi portati avanti 3-1 nella serie furono eliminati a Gara-7 del primo turno dai Manitoba Moose.
Nella stagione 2015-16 si affiliarono alla franchigia NHL dell'Ohio, i Columbus Blue Jackets, e furono autori di una stagione incredibile che li portò a vincere la Calder Cup, prima squadra di Cleveland capace di vincere il titolo 52 anni dopo i Cleveland Barons. Pochi mesi dopo il primo titolo la squadra decise di cambiare il proprio nome passando da Lake Erie a Cleveland Monsters.

### Affiliazioni
Nel corso della loro storia i Lake Erie/Cleveland Monsters sono stati affiliati alle seguenti franchigie della National Hockey League:
- Colorado Avalanche: (2007-2015)
- Columbus Blue Jackets: (2015-)

## Record stagione per stagione
| Stagione           | Division | Gare | V  | S  | OTL | SOL | Punti | GF  | GS  | Piazzamento | Play-off |
| ------------------ | -------- | ---- | -- | -- | --- | --- | ----- | --- | --- | ----------- | --- |
| Lake Erie Monsters |          |      |    |    |     |     |       |     |     |             | |
| 2007-08            | North    | 80   | 26 | 41 | 6   | 7   | 65    | 209 | 276 | 6°          | |
| 2008-09            | North    | 80   | 34 | 38 | 3   | 5   | 76    | 199 | 218 | 6°          | |
| 2009-10            | North    | 80   | 34 | 37 | 1   | 8   | 77    | 234 | 257 | 6°          | |
| 2010-11            | North    | 80   | 44 | 28 | 3   | 5   | 96    | 223 | 206 | 2°          | perde 1º turno (Manitoba) 3-4                                                                                                 |
| 2011-12            | North    | 76   | 37 | 29 | 3   | 7   | 84    | 189 | 210 | 3°          | |
| 2012-13            | North    | 76   | 35 | 31 | 3   | 7   | 80    | 211 | 220 | 3°          | |
| 2013-14            | North    | 76   | 32 | 33 | 1   | 10  | 76    | 200 | 235 | 4°          | |
| 2014-15            | Midwest  | 76   | 35 | 29 | 8   | 4   | 82    | 211 | 240 | 4°          | |
| 2015-16            | Central  | 76   | 43 | 22 | 6   | 5   | 97    | 211 | 188 | 2°          | vince 1º turno (Rockford) 3-0 vince 2º turno (Grand Rapids) 4-2 vince semifinali (Ontario) 4-0 vince Calder Cup (Hershey) 4-0 |

## Giocatori

### Numeri ritirati
Nessun giocatore dei Monsters è stato premiato con il ritiro della maglia, tuttavia alcuni giocatori hanno il proprio numero celebrato per la loro importanza nella storia dell'hockey a Cleveland.
| Numeri ritirati a Cleveland |                |       |             |                    |
| N°                          | Giocatore      | Ruolo | Squadra     | Anni               |
| 1                           | Johnny Bower   | P     | Barons      | 1945-1953, 1957-58 |
| 9                           | Fred Glover    | C     | Barons      | 1952-1968          |
| 15                          | Jock Callander | C     | Lumberjacks | 1993-2000          |

## Record della franchigia

### Singola stagione
Gol: 30  Andrew Agozzino (2014-15)
Assist: 50  T. J. Hensick (2009-10)
Punti: 70  T. J. Hensick (2009-10),  Ben Walter (2010-11)
Minuti di penalità: 215  Daniel Maggio (2014-15)
Vittorie: 23  Jason Bacashihua (2010-11),  Calvin Pickard (2014-15)
Shutout: 8  Tyler Weiman (2008-09)
Media gol subiti: 2.11  Cédrick Desjardins (2011-12)
Parate %: .932  Cédrick Desjardins (2011-12)

### Carriera
Gol: 67  Andrew Agozzino
Assist: 98  Andrew Agozzino
Punti: 165  Andrew Agozzino
Minuti di penalità: 522  Daniel Maggio
Vittorie: 60  Calvin Pickard
Shutout: 13  Tyler Weiman
Partite giocate: 225  Andrew Agozzino

## Palmarès

### Premi di squadra
- Calder Cup: 1

2015-2016
- Robert W. Clarke Trophy: 1

2015-2016

### Premi individuali
- Jack A. Butterfield Trophy: 1

Oliver Bjorkstrand: 2015-2016